# Lautarus
Lautarus (aportuguesado: lautaro) compreende um gênero de cerambicídeo, endêmico da patagônia andina, no qual está distribuído no Chile e na Argentina. Os lautaros apresentam uma coloração preto oliváceo, com uma banda amarelada nos élitros. Porém demonstram um dimorfismo sexual, no qual as fêmeas são maiores do que os machos, enquanto que esses são menores e apresentam um antenômero a mais. Em decorrência destas características, os machos e as fêmeas, originalmente foram classificados como espécies distintas, no entanto, revisões posteriores confirmaram ser a mesma espécie.

## Etimologia
O táxon Lautarus foi criado pela latinização de Lautaro, no qual foi um importante líder mapuche na Guerra de Arauco. Enquanto que lautaro é o aportuguesamento do nome científico.

## Morfologia
Os machos medem 21-26 mm de comprimento e 6-8 mm de largura. Enquanto, que as fêmeas são maiores que os machos, apresentando um comprimento de 33-38 mm, e largura de 9-11 mm de comprimento.
O corpo apresenta uma coloração preto oliváceo, com abundante pubescência lanosa de cor branca-amarelada.
Antenas do tipo filiformes, em sua parte proximal é de cor preta, enquanto que na distal é castanho-avermelhado. Nos machos consta de 12 antenômeros e são mais compridos que o corpo, entretanto, nas fêmeas são mais curtas e apresentam 11 antenômeros.
No pronoto há quatro tubérculos, dois laterais e dois dorsais. Os élitros são glabros, no  qual não apresenta pubescência, apresenta coloração verde oliva, com uma banda longitudinal amarelada. Nos machos são lisos, deiscentes, apresentando aspecto cuneiforme, ápices arredondados armado de um pequeno dente. Nas fêmeas são paralelos, com densa rugosidade, não deiscentes.

## Ecologia

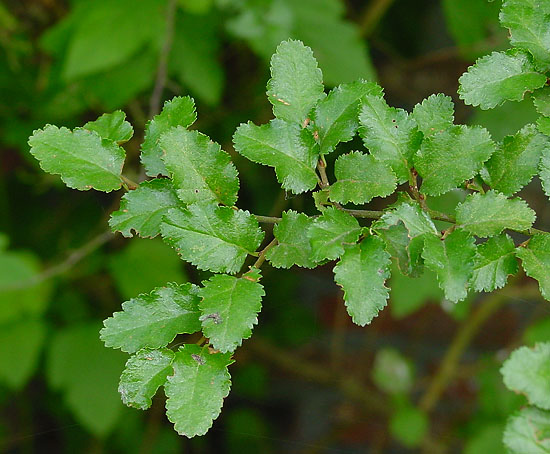
Nothofagus antarctica, planta hospedeira da espécie.

### Emersão
Os adultos emergem a partir de novembro e perduram até março. Este período compreende a época estacional da primavera e do verão austral. No qual caracteriza-se por um fotoperíodo mais longo, com 14,9 horas de sol em dezembro, e a temperatura aumenta gradativamente, podendo atingir a máxima média de 23°C em fevereiro. Em decorrência destas características, as principais atividades dos adultos são o forrageamento e a reprodução.

### Alimentação
Apresenta hábito alimentar de herbivoria, no qual é oligófago, alimentando-se exclusivamente de plantas do gênero Nothofagus, especialmente das espécies N. antarctica, N. dombeyi e N. obliqua. As larvas são xilófagas, se alimentam do lenho da madeira, enquanto, que os adultos são folífagos alimentam-se das folhas.

## Distribuição
Os lautaros são endêmicos da região da Patagônia andina, com distribuição entre 36–53° de latitude sul e 70–73° de longitude oeste. No qual ocorrem no Chile, desde a região de Ñuble até Magallanes, e na Argentina, na porção oeste das províncias de Neuquén a Santa Cruz.

## Taxonomia
Em 1900, Germain analisou algumas espécimes de Callichroma – C. concinna e C. laevigata – e constatou que estas espécies não pertenciam aquele gênero. Também, havia percebido que os espécimes de C. laevigata eram todos machos, enquanto, que todos os C. concinna eram fêmeas.
Portanto, concluiu que ambas espécies, eram os dois sexos de uma única espécie na qual apresentava dimorfismo sexual.
Em consequência, estabeleceu este novo gênero – Lautarus – para alocar aquela espécie sob uma nova combinação – Lautarus concinnus.

## Espécie
- Lautarus concinnus Philippi, 1859